# Jesús María Corte
Jesús María Corte är en ort i Mexiko.   Den ligger i kommunen Tepic och delstaten Nayarit, i den centrala delen av landet, 600 km väster om huvudstaden Mexico City. Jesús María Corte ligger 169 meter över havet och antalet invånare är 643.
Terrängen runt Jesús María Corte är kuperad. Runt Jesús María Corte är det ganska tätbefolkat, med 199 invånare per kvadratkilometer. Närmaste större samhälle är Puga, 16,5 km söder om Jesús María Corte. I omgivningarna runt Jesús María Corte växer i huvudsak lövfällande lövskog.